# زينب شعث
زينب شعث ( 1954-) هي مغنية وكاتبة أغاني فلسطينية مصرية. اشتهرت بأغنية "نداء فلسطين العاجل" التي صدرت عام 1972.

## النشأة والخلفية
ولدت زينب شعث في الإسكندرية بمصر عام 1954 لأب فلسطيني وأم لبنانية، انتقل والداها إلى مصر في عام 1947 بعد أن تم قبوله بوظيفة مدرس. وفي العام التالي، بدأت النكبة الفلسطينية مما جعل عائلتها غير قادرة على العودة إلى ديارها، ورثت شعث شعورًا بالهوية الفلسطينية من عائلتها، الذين كانوا يتحدثون اللغة العربية الفلسطينية في المنزل وكانوا نشطين في مجتمع اللاجئين في مصركانت شعث وعائلتها لا يمتلكون الجنسية المصرية وكانوا يعتبرون عديمي الجنسية، على الرغم من أنهم حصلوا فيما بعد على جوازات سفر سورية بعد أن قدم والدها طلبًا إلى الحكومةكانت شعث مهتمة بالموسيقى منذ صغرها، حيث تعلمت العزف على البيانو أولاً، ثم تعرفت على الجيتار من خلال أختها الكبرى ميسون، التي شاركتها أيضًا عددًا من التسجيلات من الولايات المتحدة، ثم تأثرت بمؤلفي الأغاني الشعبية الأمريكية مثل بوب ديلان وجوان بايز.
عندما كانت زينب في السادسة عشر من عمرها، تحدتها أختها أن تؤلف أغنية من قصيدة كتبتها زوجة أحد زملائها في العمل، لاليتا بنجابي، قامت بتأليف أغنية باللغة الإنجليزية مستوحاة من القصيدة بعنوان "النداء العاجل لفلسطين"وفي وقت لاحق، قامت ميسون بغناء الأغنية على محطة الراديو باللغة الإنجليزية التي كانت تعمل بها، حيث سرعان ما أصبحت الأغنية مشهورة بين المستمعين، وزعمت زينب لاحقًا أن استخدام اللغة الإنجليزية سمح لها بالوصول إلى جمهور أوسع، بما في ذلك أولئك غير المألوفين بالصراع الإسرائيلي الفلسطيني، في حين كان المتحدثون باللغة العربية يعرفون بالفعل الوضع، قدمت أول عرض لها أمام الجمهور في القاهرةبعد أن تمت دعوتها للغناء في مهرجان فلسطيني في لبنان عام 1972، التقت إسماعيل شموط الرسام ومدير القسم الثقافي للفنون في منظمة التحرير الفلسطينية، ثم أخرج شموط فيلمًا قصيرًا، يوصف أحيانًا بأنه أول فيديو موسيقي فلسطيني،لشعث وهو يؤدي أغنية "نداء فلسطين العاجل" في جبال لبنانكما عملت مع شموط لتسجيل وإصدار أسطوانة مطولة تحمل نفس الاسم، والتي تضمنت أيضًا أغاني قاوم، وأنا عربي، و"عدني إلى فلسطين، استنادًا إلى قصائد معين بسيسو، ومحمود درويش، وعبد الوهاب البياتي على التوالي. تم إصدار EP والفيلم في عامي 1972 و1973 على التوالي.
حصلت شعث على فرصة الأداء في العديد من الدول العربية مثل مصر ولبنان والعراق، كما تمت دعوتها إلى مهرجان الشباب والطلاب العالمي العاشر في برلين الشرقية ضمن الوفد الفلسطيني، والذي أقيم في الفترة من 28 يوليو إلى 5 أغسطس 1973، تمت دعوة شعث لاحقًا للغناء في موسكو وتبليسي، الاتحاد السوفييتي، وفي عام 1974م شاركت في مسرحية الأرض بالقاهرة، انتقلت إلى الولايات المتحدة لإكمال دراستها العليا في عام 1976، حيث ظلت في البداية نشطة كمغنية خلال الأحداث والاحتجاجات المجتمعية العربية، بينما كانت تسعى إلى ممارسة مهنة في علم الأدوية. ومع ذلك، بعد زواجها في عام 1982 وتأسيسها عائلة، لم تعد تركز على الموسيقى.

## إعادة الظهور
في سبتمبر 1982، تم الاستيلاء على الأرشيف الكامل لقسم الفنون الثقافية التابع لمنظمة التحرير الفلسطينية من قبل قوات الدفاع الإسرائيلية أثناء غزو لبنان، والذي كان يتضمن الأشرطة الرئيسية للألبوم والفيلم. ولطالما افترضت شعث أن التسجيلات قد تم تدميرها، ولكن في عام 2017، اكتشفت الباحثة الإسرائيلية رونا سيلا الفيلم في أرشيف جيش الدفاع الإسرائيلي، والتي اتصلت بشعث وعملت على رفع السرية عنه، إلى جانب مواد أخرى تم ضبطها. ومع ذلك، لم تتمكن من الوصول إلى الأشرطة الرئيسية لـ EPوزعمت سيلا أن القيود المتعمدة المفروضة على الوصول إليهم، إلى جانب المنتجات الثقافية الفلسطينية الأخرى، كانت بمثابة عمل من أعمال الرقابةفي عام 2021، اكتشفت أرشيا حق، مؤسسة شركة التسجيلات Discostan ألبوم The Urgent Call of Palestine EP واتصلت بشعث، قبل أن تبدأ العمل على ترميم التسجيل مع مؤمن سويطات، مؤسس مشروع مجاز، وهو أرشيف موسيقي فلسطيني بدون الأشرطة الرئيسية، كان الترميم يعتمد بالكامل على النسخ الشخصية للإصدار، تم إعادة إصدار EP المستعاد بواسطة Discostan وMajazz Project في 26 مارس 2024، وتم التبرع بجميع الأرباح لجهود الإغاثة لحرب غزة .